# Matsumuraeses capax
Matsumuraeses capax es una especie de polilla del género Matsumuraeses, tribu Grapholitini, subfamilia Olethreutinae. Fue descrita científicamente por Razowski & Yasuda en 1975.

## Distribución
Se distribuye por Asia: Mongolia.